# Winnica (powiat wolsztyński)
Winnica – osada leśna w Polsce położona w województwie wielkopolskim, w powiecie wolsztyńskim, w gminie Wolsztyn.